# Fouad Benhammou
Pour les articles homonymes, voir Benhammou.
 (avril 2011).
Si vous disposez d'ouvrages ou d'articles de référence ou si vous connaissez des sites web de qualité traitant du thème abordé ici, merci de compléter l'article en donnant les références utiles à sa vérifiabilité et en les liant à la section « Notes et références ».
Fouad Benhammou est un réalisateur, scénariste et monteur français.

## Biographie
Après des études de communication, Fouad Benhammou réalise plusieurs courts métrages, qui lui permettent de décrocher ses premiers contrats de réalisateur pour la télévision, notamment sur la série de France 2 KD2A. Parallèlement, il réalise des clips et des films institutionnels.
Il réalise une web-série fantastique, Fixion, qui sera primée Meilleure web fiction au Festival des créations télévisuelles de Luchon en 2008.
Il sort son premier long-métrage, Le Village des ombres en 2010, très mal accueilli par la presse.
En 2013, il réalise le format court VDM, la série, avec notamment Pascal Légitimus.
En 2017, il co-réalise 2 épisodes de la huitième saison de Profilage, et 8 épisodes de la saison 2 de Sept nains et moi .

## Filmographie
- 2003 : T'artagueule à la récré (court métrage)
- 2010 : Le Village des ombres
- 2013 : VDM, la série
- 2014 : Des éclats de verre (court métrage)
- 2017 : Profilage, saison 8 (série télévisée)
- 2017 : 7 Nains et moi, saison 2 (série télévisée)